# Cuvée

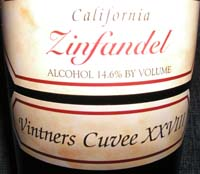
"Vintner's Cuvee XXVIII"

Cuvée – wino powstałe z mieszanki, z różnych winnic lub szczepów. Zazwyczaj dokładny skład mieszanki jest tajemnicą producenta.
Przykładem cuvée jest znane węgierskie wino egri bikavér, w którego skład wchodzą wina kilku szczepów. Cuvée stosuje się też przy produkcji szampana.

## Inne napoje i jedzenie
Termin ten może również odnosić się do piwa w odniesieniu do partii, która jest mieszana przez producentów w celu uzyskania określonego smaku. Wiele lambic i gueuzes - piw kwaśnych o właściwościach przypominających wino - jest sprzedawanych jako cuvée. Odnosząc się do piwa termin ten nie ma określonego znaczenia, ale ma przywoływać obrazy wyższej jakości - podobnie jak w przypadku „rezerwy” wina na obszarach, w których termin ten nie jest regulowany przez prawo.
Termin ten może również odnosić się do koniaku. Na przykład 3.140 cuvée, które nie jest oznaczone standardową klasyfikacją VS, VSOP lub XO co najmniej sześć lat przed butelkowaniem. 
Termin ten może również odnosić się do kawy, np. Davidoff (Grande Cuvée - wielka mieszanka, najlepsza mieszanka).